# Volrijm
Van volrijm spreekt men bij gelijkheid van klank (rijm) aan het einde van de beklemtoonde lettergrepen.
Anders dan begin- of halfrijm, die in alle lettergrepen van een woord kunnen voorkomen, komt volrijm alleen voor aan het einde van de woorden.
Volrijm trekt door zijn vorm meer de aandacht dan andere vormen van rijm.
- haren - bedaren
- ding - spring
- waar - daar
- huwelijk - afschuwelijk